# 망가 타임 키라라 포워드
《망가 타임 키라라 포워드》(일본어: まんがタイムきららフォワード 만가 다이무 기라라 포와도[*])는, 호분샤가 발행하는 만화 잡지다. 원칙적으로 매월 24일에 다음 달호를 발매(단, 지역에 따라 발매일이 다를 수 있음). 장정은 B5판의 평철이다.

## 특징
《망가 타임 키라라》,  《망가 타임 키라라 캐럿》, 《망가 타임 키라라 MAX》에 이어 네 번째 《키라라》계 잡지로서 창간되었지만, 다른 잡지가 4컷 잡지인데 비해, 《망가 타임 키라라 포워드》는 스토리 만화 잡지다. 그 때문에 4컷 만화의 작은 컷에서는 표현하기 어려운 큰 컷을 사용한 장면이, 다른 《키라라》계 잡지에 비해 많다. 또 SF나 판타지 등을 소재로 한 작품도 많아, 이 점에서도 다른 《키라라》계 잡지와 구별된다.
캐치프레이즈는 '비주얼 스토리 코믹지'. 키라라계 잡지에서 공통적으로 사용되는 '두근두근☆비주얼(D☆V)'은 제1호의 표지에 약칭이 기재되어 있는 것만으로, 자매지라고 하는 표현도 없다. 다만, 다른 키라라계 잡지에서도 연재 경험을 가진 작가가 있는, 독자 선물의 당첨자 발표가 한때는 《캐럿》잡지에서 행해지고 있던, 단행본이 《망가 타임 KR 코믹스》의 레이블로 발행(기본적으로 B6판 만화)되는 등 관련이 깊다.

## 간행 역사

### 증간지
통권호수는 Vol.1 - 10 까지 간행.
- 2006년 3월 23일 - 《망가 타임 키라라》 2006년 5월호 증간으로서 창간(Vol.1).
- 같은 해 7월 24일 - 《망가 타임 키라라》 2006년 9월호 증간으로서 Vol.2 발매.
- 같은 해 11월 24일 - 《망가 타임 키라라》 2007년 1월호 증간으로서 Vol.3 발매.
- 2007년 1월 24일 - 《망가 타임 키라라》 2007년 3월호 증간으로서 Vol.4 발매.
- 같은 해 2월 24일 - 《망가 타임 키라라》 2007년 4월호 증간으로서 Vol.5 발매. 이 호보다 매월 간행이 된다.
- 같은 해 7월 24일 - 《망가 타임 키라라》 2007년 9월호 증간으로서 Vol.10 발매. 이 호가 증간지 마지막 간행이 된다.

### 월간지
2019년 6월 24일 현재 통권호수는 NO.143까지, 창간연수는 12년째.
- 2007년 8월 24일 - 망가 타임 키라라 포워드 2007년 10월호에서 독립 창간. 그에 따라 통권호수도 NO.1이 된다.
- 2011년 9월 24일 - 망가 타임 키라라 포워드 2011년 11월호가 간행. 이 호로 통권호수가 NO.50 이 된다.
- 2015년 11월 24일 - 망가 타임 키라라 포워드 2016년 1월호가 간행. 이 호로 통권호수가 NO.100 이 된다.

## 미디어 믹스

### 애니화 작품
- 꿈을 먹는 메리
- 하나야마타
- 학교생활!
- 언해피♪
- 유루캠Δ
- 하루카나 리시브
- 타마요미
- 슬로우 루프